# Recht om vergeten te worden
Het recht om vergeten te worden, vergeetrecht of recht op vergetelheid is een recht voor burgers van de Europese Unie om bepaalde verouderde of onjuiste en privacygevoelige informatie te laten verwijderen door verwerkers van persoonsgegevens. In de praktijk wordt dit recht vooral ingezet om de zoekresultaten van zoekopdrachten op een persoonsnaam bij een internetzoekmachine te verwijderen. Het vergeetrecht is vastgelegd in artikel 17 van de Algemene verordening gegevensbescherming (AVG). Zij die van dit recht gebruik willen maken moeten hiervoor contact opnemen met de eigenaar van de zoekmachine zelf, zo heeft het Europees Hof van Justitie op 13 mei 2014 besloten.

## Aanleiding
Het vergeetrecht is voorgekomen uit het zogenaamde Costeja-arrest van het Europese Hof van justitie op 13 mei 2014 (zaaknummer C-131/12). De aanleiding was een zaak aangespannen door een Spanjaard met die naam. Via zoekgigant Google was een krantenartikel te vinden uit 1998 waarin de gedwongen verkoop van de bezittingen van de Spanjaard werd aangekondigd. Omdat de man vond dat de informatie zijn relevantie intussen had verloren – en daarom alleen nog maar zijn reputatie schaadde – begon hij een proces tegen de krant en Google. De rechter bepaalde dat Google als verwerker van persoonsgegevens aangemerkt kan worden, zodat dergelijke zoekmachines voortaan onder de Europese Privacyrichtlijn (Richtlijn 95/46/EG) zouden vallen. Hierdoor moest Google de betreffende zoekresultaten voor Costeja verwijderen op alle Europese Google-domeinen. Het krantenartikel zelf kon overigens wel online blijven staan.

## Wettelijke regelingen
In het vergeetrecht conflicteren twee zogenaamde fundamentele rechten uit het Europees Verdrag voor de Rechten van de Mens (EVRM) te weten artikel 8 uit het EVRM, het recht op privacy en artikel 10 uit het EVRM, het recht op vrijheid van informatie. Om die reden wordt er bij ieder verzoek om zoekresultaten te verwijderen niet alleen gelet op de relevantie en juistheid van de betreffende informatie, maar wordt ook het belang van de privacy van de betreffende persoon afgewogen tegenover het publieke belang bij de beschikbaarheid van die informatie.
Oorspronkelijk bestond in Nederland de Wet bescherming persoonsgegevens (WBP). Specifiek de artikelen 36 en 40 uit het WBP vormden de basis voor het vergeetrecht en legden gegevensverwerkers verplichtingen op als er sprake is van ofwel onjuiste of niet ter zake doende gegevens ofwel bijzondere persoonlijke omstandigheden van de persoon van wie er gegevens verwerkt worden. 
Vanaf 25 mei 2018 is in Nederland de Algemene verordening gegevensbescherming (AVG) van toepassing. Sinds dat moment geldt in de hele Europese Unie dezelfde privacywetgeving. Het recht op vergetelheid is geregeld in artikel 17 van de AVG.

### Wanneer geldt het recht op vergetelheid?
Een organisatie is volgens de Europese wetgeving verplicht om persoonsgegevens te wissen in de volgende gevallen.
- De gegevens zijn niet meer nodig voor de doeleinden waarvoor de organisatie ze heeft verzameld of verwerkt
- De betrokkene heeft eerder gegeven toestemming ingetrokken
- De betrokkene maakt bezwaar vanwege een specifieke situatie waarin de betrokkene zich bevindt, of omdat er sprake is van direct marketing
- De gegevens zijn onrechtmatig verwerkt door de organisatie
- Een wettelijk bepaalde bewaartermijn is verlopen
- De betrokkene is jonger dan 16 jaar en de persoonsgegevens zijn via een app of een website verkregen.

## Zoekmachines

### Nederland
Als een verzoek aan een zoekmachine wordt afgewezen, kan er binnen zes weken na de afwijzing bemiddeling worden aangevraagd bij de Nederlandse Autoriteit Persoonsgegevens (AP). Indien de AP het verzoek als gegrond beschouwt, zal het de betreffende zoekmachine nogmaals verzoeken de zoekresultaten te verwijderen. In de meeste gevallen zijn dergelijke verzoeken succesvol. In een uiterst geval kan men ook middels een verzoekschriftprocedure bij de rechtbank verwijdering proberen af te dwingen.

### België
In België kunnen burgers op eenzelfde manier een gemotiveerd verzoek indienen bij de zoekmachines via een online formulier, met bewijs van hun identiteit en het vermelden van de reden. Indien dit verzoek wordt afgekeurd, kan men via de Privacycommissie, of eventueel later via de rechtbank, zijn gelijk proberen te halen.

### Google
Op 12 juni 2015 werd bekend dat de Franse autoriteit persoonsgegevens, de Commission Nationale de l'Informatique et des Libertés (CNIL), Google nog 15 dagen de tijd gaf om het recht om vergeten te worden wereldwijd uit te voeren. De CNIL stapte naar de rechter om deze situatie aan de rechter voor te leggen. Sindsdien hoeft het recht om vergeten te worden alleen voor de landen in de Europese Unie en de Europese Vrijhandelsassociatie uitgevoerd te worden, waartoe Frankrijk niet behoort.
Google biedt de mogelijkheid gebruik te maken van het recht om vergeten te worden, door het beschikbaar stellen van een online formulier waarmee internetgebruikers in de EU een verzoek kunnen indienen. Dergelijke verzoeken kunnen ervoor zorgen dat bepaalde links met informatie verwijderd worden uit de Google-zoekresultaten. Om een verzoek in te dienen moet een geldige kopie van een identiteitsbewijs worden ingeleverd, evenals een link naar de informatie, en moet een reden worden opgegeven waarom de informatie gedateerd, irrelevant of ongepast zou zijn. In de meerderheid van de gevallen worden de verzoeken afgewezen, bijvoorbeeld op grond van het algemeen belang.
Indien een vergeetrecht-verzoek wordt ingewilligd, dan worden de betreffende zoekresultaten verwijderd van de domeinen van de zoekmachine in alle EU-lidstaten, aangevuld met Noorwegen, IJsland, Zwitserland en Liechtenstein. Tevens worden de zoekresultaten verwijderd van het .com-domein bij zoekopdrachten vanuit het land waar het verzoek is ingediend. De resultaten worden alleen verwijderd voor zoekopdrachten met de (bij)naam van de persoon die het verzoek indiende. 